# A801公路
A801公路是蘇格蘭一條往波特蘭A705公路近韋特班在朝著利文斯通其他方向前進的公路。
A801公路提供旅客方便來往M8高速公路與M9高速公路的連接，從福爾柯克和史特靈等地在西洛錫安的利文斯通到站。